# Evandro Amorim Barbosa
Evandro Amorim Barbosa (ur. 24 sierpnia 1992) – brazylijski szachista, arcymistrz od 2016 roku.

## Kariera szachowa
Dwukrotnie wziął udział w mistrzostwach Brazylii w 2011 i 2013 roku. W turnieju Capella La Grande Open w 2014 roku, zajął 41. miejsce, zdobywając 6 punktów. W 2016 roku reprezentował Brazylię na olimpiadzie szachowej, która odbyła się w Baku. Wystąpił w Pucharze Świata w szachach 2023.
Najwyższy ranking w dotychczasowej karierze osiągnął 1 marca 2018 roku, z wynikiem 2523 punktów.